# بوتوروفيتش بوليي
بوتوروفيتس بوليي (بالسيريلية Бутуровић Поље) هي قرية في البوسنة والهرسك. وهي تقع في بلدية كونييتش التابعة لكانتون الهرسك-نيريتفا في اتحاد البوسنة والهرسك. طبقا لنتائج تعداد البوسنة عام 2013 فقد كان عدد سكانها 354 نسمة.

## التركيبة السكانية

### التطور التاريخي للسكان
| 1991 | 2013 |
| ---- | ---- |
| 437  | 354  |

### المجتمع المحلي
في عام 1991، كان المجتمع المحلي يتألف من 1,997 نسمة موزعون على النحو التالي:

## وصلات خارجية
- Maplandia (بالإنجليزية)